# اینگامه بیلوند
اینگامه بیلوند (انگلیسی: Ingamay Bylund؛ زادهٔ ۲۵ سپتامبر ۱۹۴۷) ورزشکار اهل سوئد است.
وی در مسابقات کشوری و بین‌المللی در مجموع برندهٔ ۱ مدال برنز شده‌است.